# Sparisoma amplum
Sparisoma amplum är en fiskart som först beskrevs av Ranzani, 1841.  Sparisoma amplum ingår i släktet Sparisoma och familjen Scaridae. IUCN kategoriserar arten globalt som livskraftig. Inga underarter finns listade i Catalogue of Life.